# 吳淳
吳淳（1417年—？），字厚伯，直隸蘇州府常熟縣人，官籍。明朝政治人物。同進士出身。

## 生平
正統三年（1438年）戊午科應天府鄉試第五十七名。正統十三年（1448年）戊辰科會試第五十一名，殿試登進士第三甲第二十九名。

## 家族
曾祖吳敬叔，曾任沅陵縣主簿。祖父吳訥，曾任左副都御史致仕。父吳欽。